# Hypocnemis ochrogyna
Hypocnemis ochrogyna là một loài chim trong họ Thamnophilidae.